# Tiếng Waray
Tiếng Wáray-Wáray hay Samarnon là một ngôn ngữ được nói ở các tỉnh Samar, Bắc Samar, Đông Samar, Leyte, và Biliran của Philippines.
Ngôn ngữ này có 3,1 triệu người sử dụng, xếp thứ 5 trong các ngôn ngữ tại Philipin.
Tiếng Waray hay Samarnon là một ngôn ngữ riêng biệt so với các ngôn ngữ đảo Visayan và không liên quan tới tiếng Cebuano nhưng lại có quan hệ gần gũi hơn và được xem là một phương ngữ gần với tiếng Hiligaynon và tiếng Masbateyo.